# Atractus ochrosetrus
Atractus ochrosetrus là một loài rắn trong họ Colubridae. Loài này được Esqueda & La Marca mô tả khoa học đầu tiên năm 2005.